# Coupe du monde de cyclisme sur piste 1998
Navigation
Coupe du monde 1997 Coupe du monde 1999
La Coupe du monde de cyclisme sur piste 1998 est une compétition de cyclisme sur piste organisée par l'Union cycliste internationale. Cette cinquième édition se composait de 4 manches.

## Classement par pays
| Rang | Pays            | Cali | Victoria | Berlin | Hyères | Total |
| ---- | --------------- | ---- | -------- | ------ | ------ | ----- |
| 1    | Allemagne       | -    | -        | -      | -      | 351   |
| 2    | France          | -    | -        | -      | -      | 333   |
| 3    | États-Unis      | -    | -        | -      | -      | 234   |
| 4    | Australie       | -    | -        | -      | -      | 220   |
| 5    | Russie          | -    | -        | -      | -      | 214   |
| 6    | Italie          | -    | -        | -      | -      | 166   |
| 7    | Grande-Bretagne | -    | -        | -      | -      | 160   |
| 8    | Espagne         | -    | -        | -      | -      | 134   |
| 9    | Pologne         | -    | -        | -      | -      | 90    |
| 10   | Danemark        | -    | -        | -      | -      | 80    |

## Hommes

### Keirin
| Date            | Lieu     | Vainqueur              | 2e                         | 3e                          |
| --------------- | -------- | ---------------------- | -------------------------- | --------------------------- |
| 22-24 mai 1998  | Cali     | Jens Fiedler Allemagne | Laurent Gané France        | Martin Nothstein États-Unis |
| 29-31 mai 1998  | Victoria | Frédéric Magné France  | Marty Nothstein États-Unis | Jan van Eijden Allemagne    |
| 12-14 juin 1998 | Berlin   | Jens Fiedler Allemagne | Darryn Hill Australie      | John Gonzales Colombie      |
| 19-21 juin 1998 | Hyères   | Roberto Chiappa Italie | Eyk Pokorny Allemagne      | Viesturs Berzins Lettonie   |

### Kilomètre
| Date            | Lieu     | Vainqueur                 | 2e                            | 3e                        |
| --------------- | -------- | ------------------------- | ----------------------------- | ------------------------- |
| 22-24 mai 1998  | Cali     | Stefan Nimke Allemagne    | José Antonio Escuredo Espagne | Dimitris Georgalis Grèce  |
| 29-31 mai 1998  | Victoria | Erin Hartwell États-Unis  | Frédéric Lancien France       | Stefan Nimke Allemagne    |
| 12-14 juin 1998 | Berlin   | Arnaud Tournant France    | Sören Lausberg Allemagne      | Grzgorz Krenjener Pologne |
| 19-21 juin 1998 | Hyères   | Hervé Robert Thuet France | Narihiro Inamura Japon        | Craig MacLean Royaume-Uni |

### Vitesse individuelle
| Date            | Lieu     | Vainqueur               | 2e                          | 3e                        |
| --------------- | -------- | ----------------------- | --------------------------- | ------------------------- |
| 22-24 mai 1998  | Cali     | Arnaud Tournant France  | Martin Nothstein États-Unis | Laurent Gané France       |
| 29-31 mai 1998  | Victoria | Frédéric Magné France   | Jan van Eijden Allemagne    | Jens Fiedler Allemagne    |
| 12-14 juin 1998 | Berlin   | Florian Rousseau France | Frédéric Magné France       | Viesturs Berzins Lettonie |
| 19-21 juin 1998 | Hyères   | Laurent Gané France     | Sean Eadie Australie        | Eyk Pokorny Allemagne     |

### Vitesse par équipes
| Date            | Lieu     | Vainqueur                                                 | 2e                                                              | 3e                                                              |
| --------------- | -------- | --------------------------------------------------------- | --------------------------------------------------------------- | --------------------------------------------------------------- |
| 22-24 mai 1998  | Cali     | France Arnaud Tournant Laurent Gané Damien Gérard         | Allemagne Jens Fiedler Stefan Nimke Jan van Eijden              | Grèce George Chimonetos Dimitris Georgalis Labros Vassilopoulos |
| 29-31 mai 1998  | Victoria | Allemagne Jens Fiedler Stefan Nimke Jan van Eijden        | France John Giletto Frédéric Lancien Frédéric Magné             | Pologne Grzegorz Krejner Marcin Mientki Grezgorz Trebski        |
| 12-14 juin 1998 | Berlin   | Allemagne Jens Fiedler Sören Lausberg Eyk Pokorny         | France Arnaud Tournant Florian Rousseau Frédéric Magné          | Pologne Grzegorz Krejner Marcin Mientki Grezgorz Trebski        |
| 19-21 juin 1998 | Hyères   | France Hervé Robert Thuet Laurent Gané Vincent Le Quellec | Grèce George Chimonetos Dimitris Georgalis Labros Vassilopoulos | Royaume-Uni Craig Percival Chris Hoy Craig MacLean              |

### Poursuite individuelle
| Date            | Lieu     | Vainqueur                 | 2e                        | 3e                        |
| --------------- | -------- | ------------------------- | ------------------------- | ------------------------- |
| 22-24 mai 1998  | Cali     | Luke Roberts Australie    | Stefan Steinweg Allemagne | Robert Karsnicki Pologne  |
| 29-31 mai 1998  | Victoria | Stefan Steinweg Allemagne | Michael Sandstød Danemark | Brett Lancaster Australie |
| 12-14 juin 1998 | Berlin   | Robert Bartko Allemagne   | Sergiy Matveyev Ukraine   | Antonio Tauler Espagne    |
| 19-21 juin 1998 | Hyères   | Jens Lehmann Allemagne    | Andrea Collinelli Italie  | Alexei Markov Russie      |

### Poursuite par équipes
| Date            | Lieu     | Vainqueur                                                               | 2e                                                                               | 3e                                                                    |
| --------------- | -------- | ----------------------------------------------------------------------- | -------------------------------------------------------------------------------- | --------------------------------------------------------------------- |
| 22-24 mai 1998  | Cali     | France Fabien Merciris Damien Pommereau Jérôme Neuville Andy Flickinger | Argentine Gustavo Artacho Gonzalo Garcia Walter Pérez Edgardo Simón              | Espagne Adolfo Alperi Cristobal Forcadell Isaac Gálvez Ivan Herrero   |
| 29-31 mai 1998  | Victoria | Australie Brett Lancaster Timothy Lyons Luke Roberts Michael Rogers     | Nouvelle-Zélande Gary Anderson Brendon Cameron Timothy Carswell Lee Vertongen    | Danemark Tayeb Braikia Jimmi Madsen Jakob Piil Michael Sandstød       |
| 12-14 juin 1998 | Berlin   | Allemagne Guido Fulst Daniel Becke Christian Lademann Robert Bartko     | Ukraine Oleksandr Fedenko Alexander Simonenko Sergiy Matveyev Sergiy Chernyavsky | Russie Anton Chantyr Edouard Gritsoun Alexei Markov Nikolai Kuznetsov |
| 19-21 juin 1998 | Hyères   | Italie Andrea Collinelli Mario Benetton Adler Capelli Cristiano Citton  | Ukraine Ruslan Pidgornyy Alexander Simonenko Sergiy Matveyev Sergiy Chernyavsky  | Russie Anton Chantyr Edouard Gritsoun Alexei Markov Nikolai Kuznetsov |

### Course aux points
| Date            | Lieu     | Vainqueur                 | 2e                         | 3e                        |
| --------------- | -------- | ------------------------- | -------------------------- | ------------------------- |
| 22-24 mai 1998  | Cali     | Joan Llaneras Espagne     | Jean-Michel Tessier France | Andrei Minachkine Russie  |
| 29-31 mai 1998  | Victoria | Brian Walton Canada       | Jimmi Madsen Danemark      | Pavel Khamidouline Russie |
| 12-14 juin 1998 | Berlin   | Michael Sandstød Danemark | Rob Hayles Royaume-Uni     | Philippe Ermenault France |
| 19-21 juin 1998 | Hyères   | Michael Sandstød Danemark | Silvio Martinello Italie   | Bruno Risi Suisse         |

### Américaine
| Date            | Lieu     | Vainqueur                                               | 2e                                        | 3e                                     |
| --------------- | -------- | ------------------------------------------------------- | ----------------------------------------- | -------------------------------------- |
| 22-24 mai 1998  | Cali     | Argentine Gabriel Ovidio Curuchet Juan Esteban Curuchet | Espagne Isaac Gálvez Joan Llaneras        | Allemagne Stefan Steinweg Mario Vonhof |
| 29-31 mai 1998  | Victoria | Australie Luke Roberts Michael Rogers                   | Espagne Isaac Gálvez Joan Llaneras        | Danemark Tayeb Braikia Jakob Piil      |
| 12-14 juin 1998 | Berlin   | Italie Silvio Martinello Andrea Collinelli              | Belgique Etienne De Wilde Matthew Gilmore | Allemagne Guido Fulst Stefan Steinweg  |
| 19-21 juin 1998 | Hyères   | Italie Silvio Martinello Marco Villa                    | Belgique Etienne De Wilde Matthew Gilmore | Suisse Bruno Risi Kurt Betschart       |

## Femmes

### 500 m
| Date            | Lieu     | Vainqueur                   | 2e                        | 3e                         |
| --------------- | -------- | --------------------------- | ------------------------- | -------------------------- |
| 22-24 mai 1998  | Cali     | Magali Humbert-Faure France | Michelle Ferris Australie | Galina Enioukhina Russie   |
| 29-31 mai 1998  | Victoria | Michelle Ferris Australie   | Oksana Grichina Russie    | Nicole Reinhardt Allemagne |
| 12-14 juin 1998 | Berlin   | Felicia Ballanger France    | Kathrin Freitag Allemagne | Cuihua Jiang Chine         |
| 19-21 juin 1998 | Hyères   | Felicia Ballanger France    | Cuihua Jiang Chine        | Iryna Yanovych Ukraine     |

### Vitesse individuelle
| Date            | Lieu     | Vainqueur                   | 2e                        | 3e                     |
| --------------- | -------- | --------------------------- | ------------------------- | ---------------------- |
| 22-24 mai 1998  | Cali     | Magali Humbert-Faure France | Michelle Ferris Australie | Jennie Reed États-Unis |
| 29-31 mai 1998  | Victoria | Michelle Ferris Australie   | Olga Grichina Russie      | Tanya Dubnicoff Canada |
| 12-14 juin 1998 | Berlin   | Felicia Ballanger France    | Michelle Ferris Australie | Olga Grichina Russie   |
| 19-21 juin 1998 | Hyères   | Felicia Ballanger France    | Ulrike Weichelt Allemagne | Olga Grichina Russie   |

### Poursuite individuelle
| Date            | Lieu     | Vainqueur                    | 2e                           | 3e                            |
| --------------- | -------- | ---------------------------- | ---------------------------- | ----------------------------- |
| 22-24 mai 1998  | Cali     | Antonella Bellutti Italie    | Rasa Mazeikyte Lituanie      | Erin Veenstra États-Unis      |
| 29-31 mai 1998  | Victoria | Lucy Tyler Sharman Australie | Svetlana Samokhvalova Russie | Erin Veenstra États-Unis      |
| 12-14 juin 1998 | Berlin   | Lucy Tyler Sharman Australie | Natalia Karimova Russie      | Judith Arndt Allemagne        |
| 19-21 juin 1998 | Hyères   | Rasa Mazeikyte Lituanie      | Yvonne McGregor Royaume-Uni  | Leontien van Moorsel Pays-Bas |

### Course aux points
| Date            | Lieu     | Vainqueur                    | 2e                        | 3e                              |
| --------------- | -------- | ---------------------------- | ------------------------- | ------------------------------- |
| 22-24 mai 1998  | Cali     | Antonella Bellutti Italie    | Erin Veenstra États-Unis  | Rawea Greewood Nouvelle-Zélande |
| 29-31 mai 1998  | Victoria | Lucy Tyler Sharman Australie | Olga Slyusareva Russie    | Rawea Greewood Nouvelle-Zélande |
| 12-14 juin 1998 | Berlin   | Judith Arndt Allemagne       | Antonella Bellutti Italie | Lucy Tyler Sharman Australie    |
| 19-21 juin 1998 | Hyères   | Natalia Karimova Russie      | Alayna Burns Australie    | Karen Dunne États-Unis          |